# Anna und die wilden Tiere
Anna und die wilden Tiere ist eine deutsche Tier-Doku-Fernsehserie für Kinder, die seit 2014 auf KiKA ausgestrahlt wird. Alle Titelmusiken, Scoremusiken sowie die Songs für Anna und die wilden Tiere werden von Harald Reitinger gemeinsam mit Uli Fischer geschrieben und produziert.
„Anna“, dargestellt von Annika Preil, reist um die Welt (u. a. in das Pantanal, aber auch auf die Insel Usedom oder nach Dollywood) oder sie fährt auf die menschenleere Halifax Island, um Brillenpinguine zu beobachten. Sie möchte damit die wilden Tiere in ihrer natürlichen Umgebung zeigen (soweit es geht, da es z. B. nur noch wenige Sumatra-Tiger gibt, muss sie auch mit Kamerafallen oder Zootieren Vorlieb nehmen). Dabei steht in jeder Folge ein anderes Tier im Mittelpunkt, über das Anna sich erstmal Grundwissen aneignet, um dann von Experten vor Ort neues Wissen zu erhalten.
Die Serie startete am 23. November 2014 auf KiKA, dem Kinderkanal von ARD und ZDF. Sie ist die Fortsetzung von Paula und die wilden Tiere mit der Schauspielerin Grit Paulussen sowie deren Vorläufer Felix und die wilden Tiere mit Felix Heidinger im BR-Fernsehen. Die Reihen Anna und die wilden Lieder sowie Anna und die Haustiere (Specials hierbei sind die Folgen über ein „Tierhotel“, ein Besuch bei einer Filmtiertrainerin und einen „Schulhund“) sind Ableger der Sendung. Ein weiterer Ableger heißt „Anna und der wilde Wald“, hier befindet sich Anna im Bayerischen Wald. Dieser Ableger ist 2020 mit dem Prix Jeunesse International ausgezeichnet worden.
Anna verzichtet auf zu wissenschaftliche Begriffe und benennt die lateinischen Namen kindgerecht um, z. B. die Rana picturata in einen männlichen Vornamen wie Kai (siehe Folge: „Welcher Frosch quakt nachts im Dschungel?“). In der Folge „Kolibris – die Meisterflieger“ erklärt sie kindgerecht den Begriff der Symbiose. In der Folge „Der Tanz der Kraniche“ zitiert sie Friedrich Schillers Die Kraniche des Ibykus, sie war dort u. a. im Kranichzentrum Groß-Mohrdorf. In der Folge „Störfall an der Donau“ wird auch über die Bejagung der Störe (s. hier Europäischer Hausen) wegen ihrer Eier gesprochen.
Anna und die wilden Tiere ist eine Produktion der Text und Bild Medienproduktion GmbH & Co. KG (Produzentin: Angelika Sigl) im Auftrag des Bayerischen Rundfunks (Leitung und Redaktion: Andreas M. Reinhard)
Im Oktober 2020 startete mit Pia und die wilden Tiere eine weitere Nachfolgeserie von Paula und die wilden Tiere.

## Episodenliste

### Staffel 1
| Nr. (ges.) | Nr. (St.) | Originaltitel                               | Erstausstrahlung |
| ---------- | --------- | ------------------------------------------- | ---------------- |
| 1          | 1         | Wie wild ist das Wildpferd?                 | 23. Nov. 2014    |
| 2          | 2         | Mausohr, Abendsegler und andere Fledermäuse | 30. Nov. 2014    |
| 3          | 3         | Imker Sepp und seine Bienen                 | 7. Dez. 2014     |
| 4          | 4         | Der Falkner und seine Greifvögel            | 14. Dez. 2014    |
| 5          | 5         | Wo weidet der Wisent?                       | 21. Dez. 2014    |
| 6          | 6         | Nüsse für die Eichhörnchen                  | 28. Dez. 2014    |
| 7          | 7         | Wenn der Eisbär fliegen muss                | 4. Jan. 2015     |
| 8          | 8         | Wie pupst der Delfin?                       | 11. Jan. 2015    |

### Staffel 2
| Nr. (ges.) | Nr. (St.) | Originaltitel                        | Erstausstrahlung |
| ---------- | --------- | ------------------------------------ | ---------------- |
| 9          | 1         | Die Zähne des Alligators             | 18. Jan. 2015    |
| 10         | 2         | Wie fischt der Pelikan?              | 25. Jan. 2015    |
| 11         | 3         | Wo grast die Seekuh?                 | 1. Feb. 2015     |
| 12         | 4         | Hat das Rentier eine rote Nase?      | 8. Feb. 2015     |
| 13         | 5         | Wie kommt der Igel durch den Winter? | 15. Feb. 2015    |
| 14         | 6         | Lama und Alpaka – die Meisterspucker | 10. Mai 2015     |
| 15         | 7         | Ein Tapir geht baden                 | 24. Mai 2015     |
| 16         | 8         | Die Affen mit den breiten Nasen      | 7. Juni 2015     |

### Staffel 3
| Nr. (ges.) | Nr. (St.) | Originaltitel                    | Erstausstrahlung |
| ---------- | --------- | -------------------------------- | ---------------- |
| 17         | 1         | Pekaris sind auch Schweine       | 21. Juni 2015    |
| 18         | 2         | Kolibris – die Meisterflieger    | 5. Juli 2015     |
| 19         | 3         | Wie der Seeadler fliegt          | 19. Juli 2015    |
| 20         | 4         | Im Garten der Schmetterlinge     | 13. Sep. 2015    |
| 21         | 5         | Wo pfeift das Murmeltier?        | 18. Okt. 2015    |
| 22         | 6         | Wie viel Kröte steckt im Frosch? | 1. Nov. 2015     |
| 23         | 7         | Wer lässt die Maus raus?         | 15. Nov. 2015    |
| 24         | 8         | Ist das Reh die Frau vom Hirsch? | 20. Dez. 2015    |

### Staffel 4
| Nr. (ges.) | Nr. (St.) | Originaltitel                   | Erstausstrahlung |
| ---------- | --------- | ------------------------------- | ---------------- |
| 25         | 1         | Frech wie ein Marder            | 27. März 2016    |
| 26         | 2         | Was webt der Webervogel?        | 12. Juni 2016    |
| 27         | 3         | Schlau wie die Schimpansen      | 7. Mai 2016      |
| 28         | 4         | Auf den Spuren der Berggorillas | 15. Mai 2016     |
| 29         | 5         | Sushi, der Schuhschnabel        | 17. Juli 2016    |
| 30         | 6         | Ein Fluss voller Flusspferde    | 21. Aug. 2016    |
| 31         | 7         | So jagt der Gepard              | 11. Sep. 2016    |
| 32         | 8         | Das Tannenzapfentier            | 16. Okt. 2016    |

### Staffel 5
| Nr. (ges.) | Nr. (St.) | Originaltitel              | Erstausstrahlung |
| ---------- | --------- | -------------------------- | ---------------- |
| 33         | 1         | Wie schlingt die Schlange? | 20. Nov. 2016    |
| 34         | 2         | Im Reich der Termiten      | 18. Dez. 2016    |
| 35         | 3         | Klug wie ein Rabe          | 1. Jan. 2017     |
| 36         | 4         | Wo klettert der Steinbock? | 8. Jan. 2017     |
| 37         | 5         | Der Tanz des Kranichs      | 15. Jan. 2017    |
| 38         | 6         | Störfall an der Donau      | 22. Jan. 2017    |
| 39         | 7         | Wo klappert der Storch?    | 29. Jan. 2017    |
| 40         | 8         | Wie robben Seebären?       | 19. Feb. 2017    |

### Staffel 6
| Nr. (ges.) | Nr. (St.) | Originaltitel                      | Erstausstrahlung |
| ---------- | --------- | ---------------------------------- | ---------------- |
| 41         | 1         | Die Zunge der Giraffe              | 12. März 2017    |
| 42         | 2         | Feldhase und Wildkaninchen         | 16. Apr. 2017    |
| 43         | 3         | Bunt wie ein Wildhund              | 14. Mai 2017     |
| 44         | 4         | Praktikum bei den Pinguinen        | 16. Juli 2017    |
| 45         | 5         | Unterwegs mit der Elefantenpolizei | 17. Sep. 2017    |
| 46         | 6         | Orang-Utans in der Schule          | 15. Okt. 2017    |
| 47         | 7         | Im Revier der Tiger                | 19. Okt. 2017    |
| 48         | 8         | Die Feueraugen der Plumploris      | 7. Jan. 2018     |

### Staffel 7
| Nr. (ges.) | Nr. (St.) | Originaltitel                             | Erstausstrahlung |
| ---------- | --------- | ----------------------------------------- | ---------------- |
| 49         | 1         | Der Gesang der Gibbons                    | 14. Jan. 2018    |
| 50         | 2         | Welcher Frosch quakt nachts im Dschungel? | 1. Feb. 2018     |
| 51         | 3         | Beim Elefantendoktor                      | 11. März 2018    |
| 52         | 4         | Schneckenkönig gesucht                    | 8. Apr. 2018     |
| 53         | 5         | Ein Flugzeug voller Auerhühner            | 22. Apr. 2018    |
| 54         | 6         | Keine Angst vor Spinnen                   | 6. Mai 2018      |
| 55         | 7         | Warum buddelt der Maulwurf?               | 20. Mai 2018     |
| 56         | 8         | Wie schwer ist der Ameisenbär?            | 3. Juni 2018     |

### Staffel 8
| Nr. (ges.) | Nr. (St.) | Originaltitel                           | Erstausstrahlung |
| ---------- | --------- | --------------------------------------- | ---------------- |
| 57         | 1         | Wo turtelt der Hyazinth-Ara?            | 17. Juni 2018    |
| 58         | 2         | Das Geheimnis der Blattschneiderameisen | 1. Juli 2018     |
| 59         | 3         | Wer hat Angst vor dem Brillenkaiman?    | 15. Juli 2018    |
| 60         | 4         | Warum bellt das Wasserschwein?          | 19. Aug. 2018    |
| 61         | 5         | Wo steckt der Riesenotter?              | 9. Sep. 2018     |
| 62         | 6         | Die verrückte Welt der Mangroven        | 23. Sep. 2018    |
| 63         | 7         | Die Raubkatzen von Brasilien            | 7. Okt. 2018     |
| 64         | 8         | Schlaf gut, kleine Haselmaus            | 21. Okt. 2018    |

### Staffel 9
| Nr. (ges.) | Nr. (St.) | Originaltitel                    | Erstausstrahlung |
| ---------- | --------- | -------------------------------- | ---------------- |
| 65         | 1         | Willkommen in der Gürteltierwelt | 4. Nov. 2018     |
| 66         | 2         | Vom Elch geknutscht              | 25. Nov. 2018    |
| 67         | 3         | Knochen für den Bartgeier        | 16. Dez. 2018    |
| 68         | 4         | Boxen mit dem Känguru            | 16. Jan. 2019    |
| 69         | 5         | Warum der Wombat Würfel kackt    | 20. Jan. 2019    |
| 70         | 6         | Sammy, der coole Gleitbeutler    | 6. Feb. 2019     |
| 71         | 7         | Der Teufel mit den roten Ohren   | 13. Feb. 2019    |
| 72         | 8         | Mit dem Hai unter Wasser         | 7. Juli 2019     |

### Staffel 10
| Nr. (ges.) | Nr. (St.) | Originaltitel                           | Erstausstrahlung |
| ---------- | --------- | --------------------------------------- | ---------------- |
| 73         | 1         | Der Emu legt nur grüne Eier             | 11. Aug. 2019    |
| 74         | 2         | Voll süß, Koala!                        | 2. Okt. 2019     |
| 75         | 3         | Rettung auf dem Feld                    | 16. Okt. 2019    |
| 76         | 4         | Wer lebt im Garten?                     | 23. Okt. 2019    |
| 77         | 5         | Wilde Tiere in der Stadt                | 30. Okt. 2019    |
| 78         | 6         | Die gigantischen Meeressaurier          | 13. Nov. 2019    |
| 79         | 7         | Wie angelt man sich einen Großen Panda? | 27. Nov. 2019    |
| 80         | 8         | Der glitschige Riesensalamander         | 4. Dez. 2019     |

### Staffel 11
| Nr. (ges.) | Nr. (St.) | Originaltitel                     | Erstausstrahlung |
| ---------- | --------- | --------------------------------- | ---------------- |
| 81         | 1         | Honig für den Kragenbären         | 11. Dez. 2019    |
| 82         | 2         | Wo versteckt sich der Rote Panda? | 18. Dez. 2019    |
| 83         | 3         | Die Graugans und ihre Gössel      | 8. Jan. 2020     |
| 84         | 4         | Im Kindergarten der Gämsen        | 15. Jan. 2020    |
| 85         | 5         | Hier stinkt’s nach Takin          | 5. Feb. 2020     |
| 86         | 6         | Wenn Feldhamster umziehen         | 10. Juni 2020    |

### Staffel 12
| Nr. (ges.) | Nr. (St.) | Originaltitel                          | Erstausstrahlung |
| ---------- | --------- | -------------------------------------- | ---------------- |
| 87         | 1         | Wie lacht die Lachmöwe?                | 14. Juli 2021    |
| 88         | 2         | Ist der Marderhund ein Hund?           | 25. Aug. 2021    |
| 89         | 3         | Tierfreundschaften                     | 22. Sep. 2021    |
| 90         | 4         | Nachwuchs bei den Großen Hufeisennasen | 10. Nov. 2021    |
| 91         | 5         | Die goldenen Eier des Nandu            | 1. Dez. 2021     |

### Staffel 13
| Nr. (ges.) | Nr. (St.) | Originaltitel                   | Erstausstrahlung |
| ---------- | --------- | ------------------------------- | ---------------- |
| 92         | 1         | Es müffelt nach Mufflon         | 11. Mai 2022     |
| 93         | 2         | Wann stinkt’s dem Stinktier?    | 29. Juni 2022    |
| 94         | 3         | Das Rasseln der Klapperschlange | 27. Juli 2022    |
| 95         | 4         | Wie sprechen die Wale?          | 10. Aug. 2022    |
| 96         | 5         | SOS bei den See-Elefanten       | 31. Aug. 2022    |
| 97         | 6         | Auf den Spuren der Dinosaurier  | 28. Sep. 2022    |
| 98         | 7         | Wie heult der Kojote?           | 19. Okt. 2022    |

### Staffel 14
| Nr. (ges.) | Nr. (St.) | Originaltitel                   | Erstausstrahlung |
| ---------- | --------- | ------------------------------- | ---------------- |
| 99         | 1         | Umzug der wuseligen Waldameisen | 27. Sep. 2023    |
| 100        | 2         | Hundert kleine Moorfrösche      | 11. Okt. 2023    |
| 101        | 3         | Die Ziesel ziehen um            | 8. Nov. 2023     |
| 102        | 4         | Nutrias in der Nachbarschaft    | 22. Nov. 2023    |
| 103        | 5         | Operation Nashorn               | 13. Dez. 2023    |
| 104        | 6         | Im Wald der Buschbabys          | 20. Dez. 2023    |
| 105        | 7         | Futter für die Wintervögel      | 27. Dez. 2023    |

### Staffel 15
| Nr. (ges.) | Nr. (St.) | Originaltitel                         | Erstausstrahlung |
| ---------- | --------- | ------------------------------------- | ---------------- |
| 106        | 1         | Rambazamba bei den Weißkehlmeerkatzen | 20. März 2024    |
| 107        | 2         | Schwimmkurs für die Fischotter        | 12. Juni 2024    |
| 108        | 3         | Juhu, Nachwuchs beim Uhu!             | 24. Juli 2024    |
| 109        | 4         | Wo ist die Bayerische Kurzohrmaus?    | 9. Okt. 2024     |
| 110        | 5         | Sind Blutegel eklig?                  | 16. Okt. 2024    |
| 111        | 6         | Zehn Fragen an Anna                   | 24. Nov. 2024    |

### Staffel 16
| Nr. (ges.) | Nr. (St.) | Originaltitel               | Erstausstrahlung |
| ---------- | --------- | --------------------------- | ---------------- |
| 112        | 1         | Kuscheln mit der Honigbiene | 26. März 2025    |